# Rahla

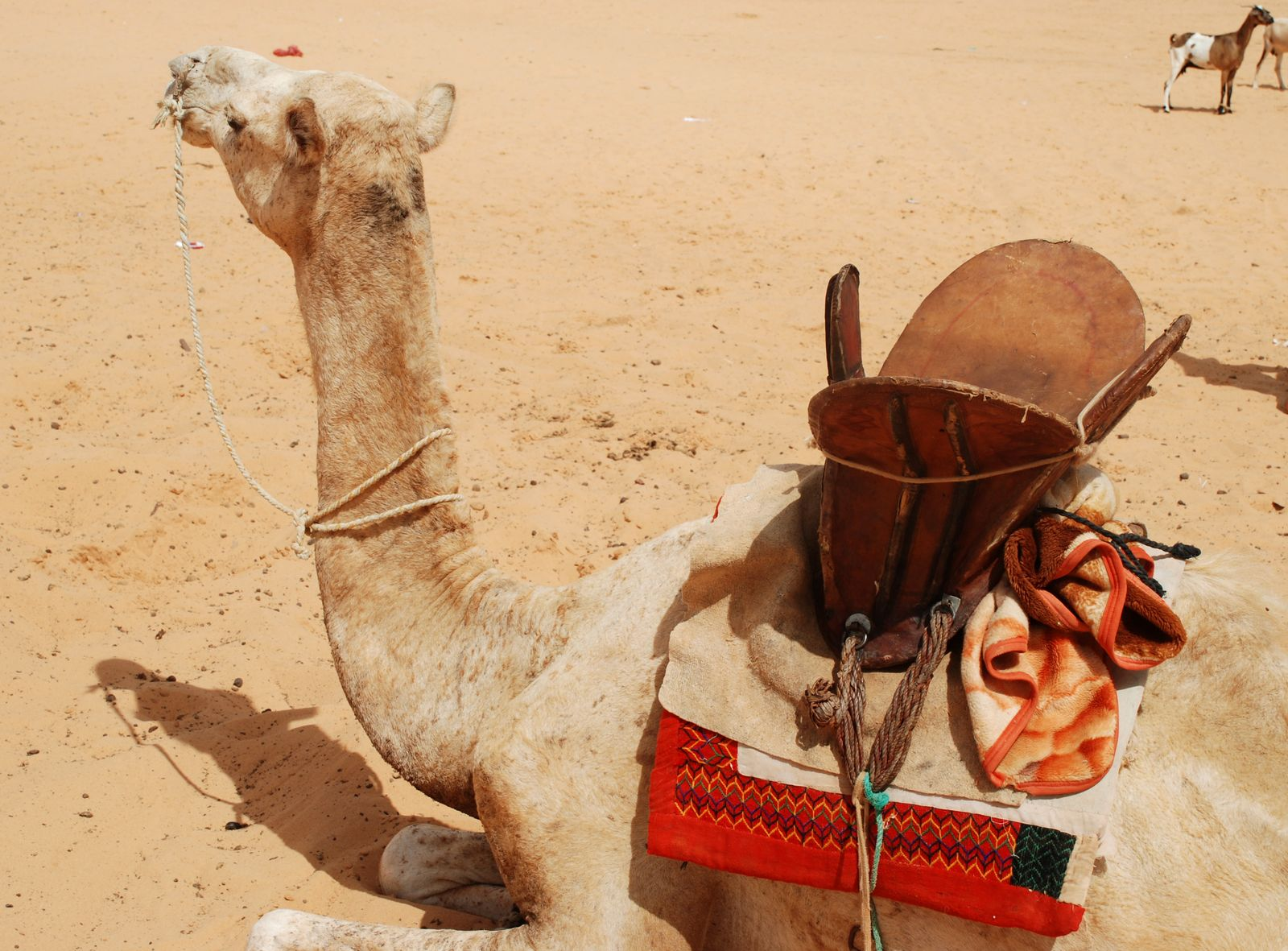
Kamelmarkt im Oued bei der Dattelpalm-Oase Tidjikja

Rahla (hassania), DMG rāḥla, Pl. rwāḥl, rūāḥl, ist der Männerreitsattel für Dromedare in Mauretanien und der Westsahara. Er wird aus mit Leder überzogenen Holzbrettern gefertigt.

## Herkunft
Der Kamelreitsattel wurde von Nomaden in Nordarabien etwa 500 bis 100 v. Chr. eingeführt. In den ersten Jahrhunderten n. Chr. breitete sich das Kamel bis in die nordwestliche Sahara aus, wo es als Transporttier die auf Felsbildern zu sehenden pferdebespannten Karren ersetzte. Um 400 war das Kamel in Nordafrika allgemein in Gebrauch.
Die Grundform eines Kamelsattels besteht aus einem V-förmigen langgezogenen Holzgestell, das über den gesamten Höcker gelegt wird (arabischer Höckersattel). Ein solches Beispiel aus der südlichen Sahara ist der von den Tubu benutzte Reitsattel terke. Ein leichterer Satteltyp, der auf oder vor dem Höcker festgeschnallt wird und eine schnellere Gangart erlaubt, ist in Arabien und in der Sahara unter dem allgemeinen Begriff mark loofa bekannt. Hiervon unterscheiden sich die Reitsättel Südarabiens, die hinter dem Höcker aufliegen.
Die in der Sahara verwendeten Sattelformen lassen sich in drei Typen einteilen, die alle auf der Kamelschulter vor dem Höcker festgemacht werden. Diese Schultersättel sind berberischer Herkunft. Sie ermöglichen, im Unterschied zu den Höckersätteln eine bessere Kontrolle des Tieres, weil der Reiter seine Füße auf dessen Hals aufsetzt. Ein weiterer Vorteil ist das geringere Gewicht und die einfachere Befestigung mit einem Gurt.
Bei den Tuareg kommen drei Sattelformen vor. Alle drei sind Schultersättel, die sich in Größe, Gewicht und Herstellungsaufwand unterscheiden. Der schwere tarik-n-tamzak ist mit Metallbeschlägen verziert, besitzt eine hohe, mit bemaltem Leder überzogene Rückenlehne und vorn einen geweihartig verlängerten Knauf. Der einfachere talaq ist nur mit bemaltem Leder verziert. Ein weiterer flacherer Reitsitz (tahiast, tahyast) besteht aus einfachen Holzbrettern. 

## Bauform

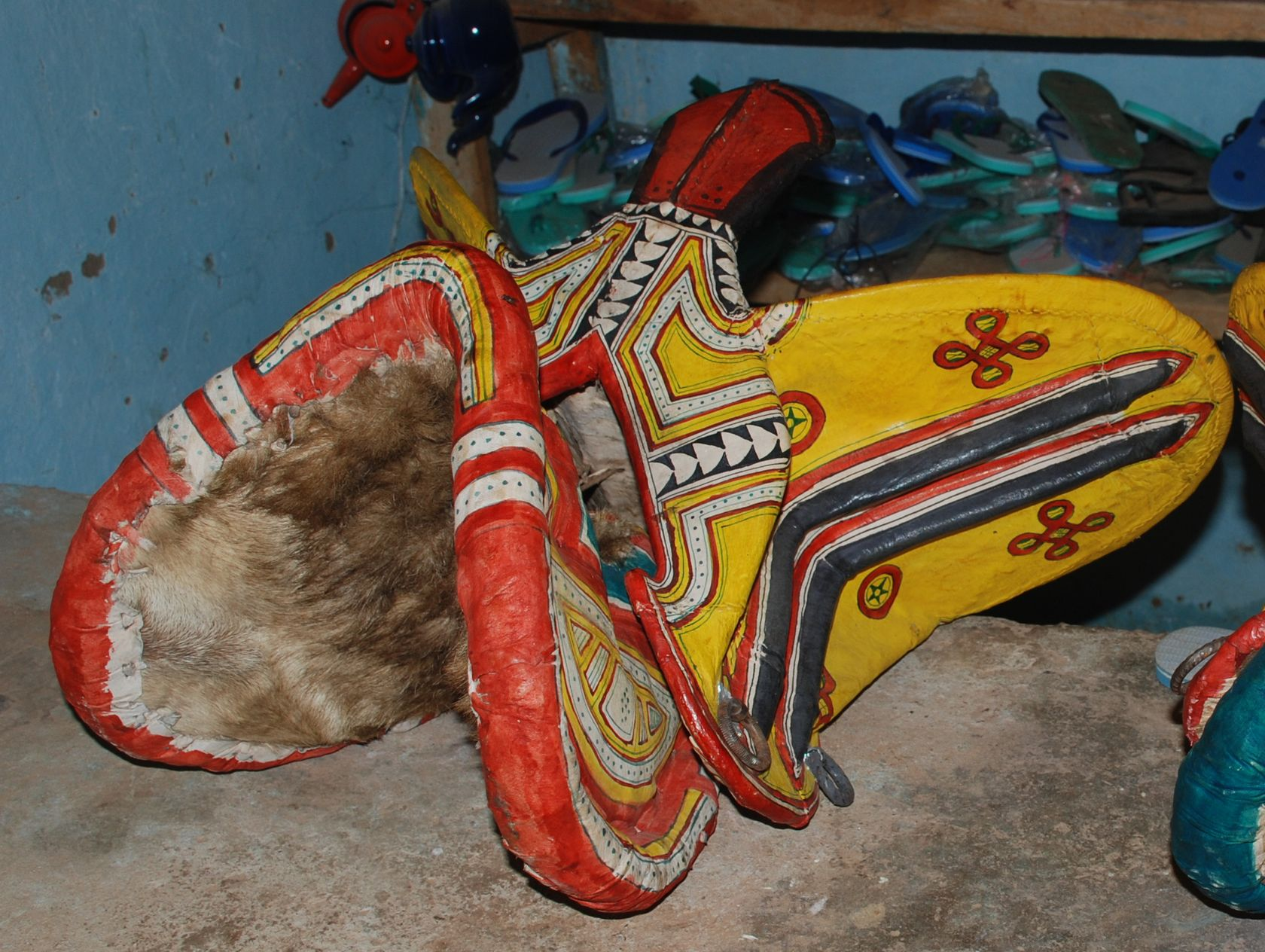
Sattel mit bemaltem Leder und magischem 5er-Ornament, Verkaufsladen in Tidjikja

Bei den Nomaden der Bidhan in Mauretanien und der Saharauis in der Westsahara gibt es nur einen Satteltyp. Der rahla ähnelt dem Tuaregsattel tahiast, ist jedoch durch seitliche Stützbretter enger. Er besteht aus einer gerundeten kurzen Rückenlehne, ebenso hohen Seitenbrettern und einem schmalen vorderen Knauf. Die Bretter werden mit der Dechsel zugehauen und anschließend grob geglättet. Alle insgesamt zehn benötigten Holzteile werden durch gedrehte Streifen von ungegerbter Tierhaut miteinander verbunden, die durch gebohrte Löcher an den Brettkanten gezogen werden. In Wasser gelegt dehnt sich die Haut aus und wird weich. Beim Trocknen schrumpfen die Hautstreifen und werden fest und hart. 
Bei wertvollen Sätteln (rāḥla munke) werden die Hautstreifen bemalt. Der gesamte Sattel wird durch einen Bezug aus bemaltem Kamel- oder Rindsleder verziert, der fest vernäht oder im Gesamten nach oben abnehmbar sein kann. Die abnehmbare Lederhülle heißt ġšā (Pl. ġšīye). Leder wird durch Frauen der unteren Handwerkerkaste (maʿllemīn) mit pflanzlichen Stoffen gegerbt und weiterverarbeitet. Die Gestaltung in einem geometrischen und symmetrischen Stil folgt denselben Regeln, die auch bei den sonstigen Lederarbeiten wie den Kissen und Transportsäcken beachtet werden. Häufig findet sich die Zahl Fünf durch ein Muster symbolisiert. Ihre magische Bedeutung hängt mit der in der Region verbreiteten Hand der Fatima (arabisch ḫamza, „fünf“) zusammen. 
Dem Tier werden zunächst mehrere Decken aufgelegt, der Sattel wird darüber mit einem in Bauchmitte durchgeführten breiten Gurt (gorḍā, Pl. grād) aufgebunden. Der Sattelgurt wird aus Leder, Ziegenhaar oder Schafswolle geflochten, er ähnelt dem Hosengürtel, der mit der dazugehörenden Hose (m. serwāl, Pl. srāwīl) und dem darüber getragenen weiten Gewand (derrāʿa, Pl. drārīʿe) die traditionelle Bekleidung des mauretanischen Mannes in der Wüste ausmacht. Bevor der Reiter aufsitzt, legt er über Sattel und Lederbezug eine Decke aus Leder oder Schaffell, die beidesmal ilīwīš, (Pl. alwāwīš) oder ilāušen genannt wird.
Die Sättel der mauretanischen Frauen sind die umgedrehten Tischgestelle amchaqab für den Hausrat, die mit den untergeschobenen Armlehnkissen surmije gepolstert werden. Die Frauen sitzen auf einer ebenen Fläche bequem.

## Verbreitung
Der Kamelsattel rahla ist nur noch von geringem praktischen Nutzen. Seine Verwendung beschränkt sich auf abgelegene Gebiete im Osten und Norden der genannten Länder, die nicht oder nur schlecht auf Pisten mit Fahrzeugen erreichbar sind. Die Zahl der Nomaden an der Gesamtbevölkerung Mauretaniens wurde für 2010 auf unter fünf Prozent geschätzt, davon verwenden viele Fahrzeuge als Transportmittel. Die großen Kamelherden dienen überwiegend der Fleischproduktion. Einer der wenigen Orte, an denen noch Kamelsättel gefertigt und zum Verkauf angeboten werden, ist die Oase Tidjikja. Die kulturelle Bedeutung der aufwendig gestalteten mauretanischen Lederarbeiten insgesamt für das Selbstverständnis einer Landesbevölkerung, die zur Zeit der Unabhängigkeit 1960 noch in großer Mehrheit nomadisch lebte, ist ungleich höher.